# هوگو (فیلم)
هوگو (به انگلیسی: Hugo) نام فیلمی ماجراجویی و درام بر اساس رمان برایان سلزنیک است که داستان پسر‌بچه‌ای تنها که در ایستگاه قطار زندگی می‌کند را روایت می‌کند. این فیلم توسط مارتین اسکورسیزی کارگردانی، و توسط جان لوگان نوشته شده‌است. در این فیلم بازیگران مطرحی همچون بن کینگزلی، ساشا بارون کوهن و کلویی مورتز و ایسا باترفیلد بازی می‌کنند.
هوگو اولین فیلم سه‌بعدی اسکورسیزی است که در ۲۳ نوامبر ۲۰۱۱ توسط کمپانی پارامونت پیکچرز در ایالات متحده توزیع شد.

## خلاصه فیلم
هوگو، پسری تنها که پس از مرگ پدر و ناپدید شدن عمویش در ایستگاه قطاری در دهه ۳۰ میلادی زندگی می‌کند، علاوه بر کارش که شامل نگهداری از چرخ‌دنده‌های ساعت و روغن‌کاری آن‌هاست، به سینما عشق می‌ورزد و در صدد راه‌اندازی ماشین مکانیکی محبوبش است، همان‌که با پدرش به تعمیر آن می‌پرداخت. روزی که هوگو به‌دنبال دزدیدن یک موش اسباب‌بازی از پیرمرد اسباب‌بازی فروش است، در دام پیرمرد می‌افتد و چاره‌ای جز خالی کردن دو جیبش، طبق گفته‌ی پیرمرد، ندارد. هنگامی که دفترچه‌ی هوگو که شامل اطلاعات زیادی از همان ماشین مکانیکی او و پدرش است در مقابل چشمان پیرمرد قرار می‌گیرد، پیرمرد برافروخته شده و به او قول می‌دهد که دفترچه را خواهد سوزاند.
هوگو که نمی‌تواند چنین چیزی را تاب بیاورد، پیرمرد را دنبال کرده و به خانه‌ی او می‌رسد. این‌جاست که با ایزابل آشنا می‌شود؛ دخترخوانده‌ی پیرمرد که در آغاز روی خوشی از خود نشان نمی‌دهد. پس از آن‌که ایزابل از هوگو درباره‌ی دلیل نیاز او به دفترچه می‌پرسد، هوگو پاسخ می‌دهد که نمی‌تواند بگوید، چرا که یک راز است. ایزابل به او قول می‌دهد که پاپا ژورژ دفترچه‌ی او را نسوزاند.
هنگامی که هوگو به مغازه‌ی پیرمرد بازمی‌گردد تا باری دیگر سراغ دفترچه‌اش را بگیرد، با خاکستر آن روبرو می‌شود. او که از تماشای این منظره بسیار غمگین شده، با دویدن از مغازه دور می‌شود. با این‌حال، به ایزابل برخورد می‌کند. آن‌ها پس از گفت‌وگویی کوتاه که شامل دلداری ایزابل به او و اشاره‌ به این‌نکته است که گریه‌کردن هیچ ایرادی ندارد، به کتاب‌خانه‌ی مونسیور لابیس می‌روند و ایزابل به‌سراغ کتاب‌هایی درباره‌ی عکاسی می‌رود. در مسیر بازگشت ایزابل به هوگو می‌گوید که پاپا ژورژ دفترچه‌ی او را نسوزانده، و آن صرفا یک حقه بوده‌است.
هوگو به مغازه‌ی پیرمرد مراجعه می‌کند و ژورژ برای راستی‌آزمایی او موش اسباب‌بازیِ شکسته‌شده را تحویل هوگو می‌دهد تا تعمیرش کند. هوگو به‌خوبی از پس آن برمی‌آید، اما همچنان خبری از دفترچه نیست. پیرمرد اشاره می‌کند که برای کار به مغازه‌ی او بیاید، و هوگو آن را قبول می‌کند. او و ایزابل باز هم به کتاب‌فروشی لابیس می‌روند و در میان گفت‌وگویشان به کتاب رابین‌هود و تجربه‌ی هوگو از تماشای آن فیلم به همراه پدرش می‌رسند. ایزابل اشاره می‌کند که پاپا ژورژ هیچ علاقه‌ای به سینما ندارد و در این‌باره کاملا جدی‌ست؛ با این‌وجود آن‌ها به تماشای  ایمنی آخر از همه با بازی هارولد لوید می‌روند. در مسیر بازگشت هوگو به‌صورت اتفاقی متوجه گردن‌بند الیزابل می‌شود که در حقیقت کلید اصلی به‌حرکت درآمدن ماشین مکانیکی هوگو و پدرش است. آن‌ها به سراغ ماشین مکانیکی می‌روند و متوجه تصویر نقاشی‌شده توسط آن می‌شوند؛ نمای معروف برخورد موشک با ماه که هوگو در مسیر بازگشت از سینما، از تجربه‌ی تماشای آن توسط پدرش به الیزابل می‌گفت. این نقاشی اما امضای ژرژ را دارد، بنابراین هوگو و ایزابل به خانه‌ی ژرژ می‌روند تا بتوانند سر از ماجرا دربیاورند. آن‌ها با گنجینه‌ای از تصاویر و نقاشی‌های ژرژ روبرو می‌شوند، اما او متوجه آن‌ها می‌شود و هوگو مجبور به ترک آن‌جا می‌شود.
هوگو و الیزابل به کتاب‌خانه برمی‌گردند و این‌بار کتاب‌هایی درباره‌ی سینما را جست‌وجو می‌کنند؛ به کتابی از رنه تابارد می‌رسند که اطلاعاتی جامع درباره‌ی کارگردان‌ها و روند ساخته‌شدن فیلم‌ها را دربرگرفته‌است. آن‌ها به همان تصویر معروفِ ماه می‌رسند و نویسنده‌ی کتاب، تابارد، در این لحظه سر می‌رسد. او اشاره می‌کند که کارگردان این فیلم ژرژ ملی‌یس است که چندین سال است درگذشته‌است. او از گذشته‌ی این کارگردان می‌گوید و بچه‌ها نیز او را مطلع می‌کنند که ژرژ زنده است. مدتی بعد هوگو، الیزابل و تابارد به خانه‌ی ژرژ رفته و نسخه‌ای نایاب از سفر به ماه را برای همسر او و بچه‌ها توسط تابارد به نمایش درمی‌آید. طولی نمی‌کشد که ژرژ نیز سر می‌رسد، و شگفت‌زده از وجود نسخه‌ای از فیلم‌هایش، داستان گذشته‌ی خویش را بازگو می‌کند. او اشاره می‌کند که پس از جنگ جهانی اول دیگر علاقه‌ای به تماشای فیلم‌هایش توسط مردم وجود نداشت و او رفته‌رفته توانایی خویش در دادن حقوق عوامل فیلم‌هایش را از دست داد؛ شبی در نهایت افسردگی، وسایل صحنه و نسخه‌های فیلم‌هایش را سوزاند.
مدتی بعد هوگو در ایستگاه قطار توسط مامور ایستگاه دستگیر شده و چیزی نمی‌ماند که تحویل یتیم‌خانه داده شود، اما با این حال می‌گریزد و با ماشین مکانیکی‌اش رو به فرار می‌گذارد. ماشین از دست او می‌افتد و او برای نجات دادنش به روی ریل قطار قدم می‌گذارد. مامور ایستگاه او را نجات می‌دهد و دستگیرش می‌کند، اما ژرز و الیزابل مانع از آن می‌شوند؛ ژرژ اشاره می‌کند که هوگو تحت سرپرستی اوست.
در نهایت و در مراسم بزرگداشتی که برای ژرژ برگزار می‌شود، تابارد از بازیابی نسخه‌هایی از فیلم‌های او سخن می‌گوید و ژرژ از هوگو تشکر می‌کند. در میهمانی بعد از مراسم، الیزابل را می‌بینیم که در حال نوشتن داستان زندگی هوگوست.

## شخصیت‌ها
- بن کینگزلی در نقش ژرژ ملیس
- ساشا بارون کوهن در نقش مأمور ایستگاه
- ایسا باترفیلد در نقش هوگو کابرت
- کلویی مورتز در نقش ایزابل
- ری وینستون در نقش عموکلود
- امیلی مورتیمر در نقش لیزت
- سر کریستوفر لی در نقش موسیو لابیس
- هلن مک‌کوری در نقش ماماژین
- مایکل استلبرگ در نقش رنه تابارد
- فرانس دو لا تور در نقش مادام امیلی
- ریچارد گریفیتس در نقش موسیو فریک
- جود لا در نقش پدر هیوگو
- کوین الدن

## نامزدی در اسکار
این فیلم نامزد دریافت جایزه در ۱۱ رشته اسکار شده بود که در نهایت موفق به دریافت ۵ جایزه در اسکار شد.